# William Mathews
William Mathews (Londra, 10 settembre 1828 – Londra, 1901) è stato un alpinista inglese.

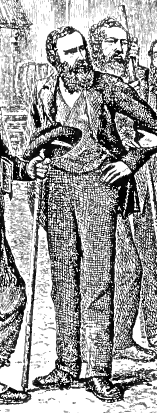
William Mathews ritratto da Edward Whymper (dall'edizione originale di Scrambles Amongst the Alps di Edward Whymper)

Autore di numerose prime ascensioni a cime alpine, fu il primo a proporre la fondazione dell'Alpine Club di Londra (1857), di cui fu il quinto presidente dal 1868 al 1871. Nella vita quotidiana fu agente immobiliare e topografo.
La Pointe Mathews, importante vetta secondaria dalla Grande Casse, porta il suo nome.

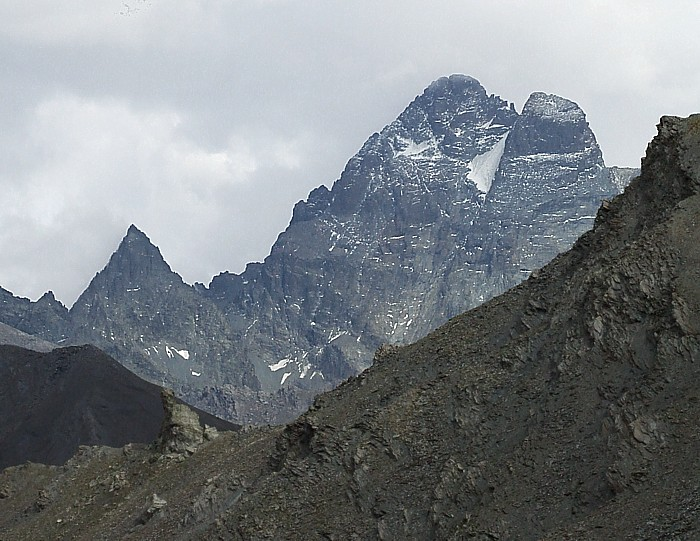
il Monviso, salito per la prima volta da Mathews, Jacomb ed i fratelli Croz nel 1861; vista da nord-ovest

## Prime ascensioni
- Grande Casse con le guide Michel Croz e E. Favre, 8 agosto 1860
- Castore con F. W. Jacomb e Michel Croz, 23 agosto 1861
- Monviso con F. W. Jacomb, Michel Croz e Jean-Baptiste Croz, 30 agosto 1861[2][3]

Mathews, insieme a Frederick Jacomb, Jean-Baptiste Croz e Michel Croz il 30 agosto 1861 effettuò la prima ascensione alla vetta del Monviso; Mathews, Michel Croz e i signori Bonney e Hawkshaw avevano fatto un altro tentativo l'anno precedente (1860) ma il progetto era fallito a causa del maltempo.
- Grandes Rousses con Thomas George Bonney, Michel Croz e Jean-Baptiste Croz, 1863